# Sapromyza maquilingensis
Sapromyza maquilingensis är en tvåvingeart som beskrevs av Malloch 1929. Sapromyza maquilingensis ingår i släktet Sapromyza och familjen lövflugor. Inga underarter finns listade i Catalogue of Life.